# Flor de cactus
Flor de Cactus (títol original en anglès: Cactus Flower) és una pel·lícula estatunidenca de Gene Saks estrenada el 1969. Ha estat doblada al català.

## Argument
Un dentista fa veure que està casat per no haver-se de comprometre, però un dia s'enamora i demana a la seva ajudant que es faci passar per la seva dona.

## Repartiment
- Walter Matthau: Dr. Julian Winston
- Ingrid Bergman: Stephanie Dickinson
- Goldie Hawn: Toni Simmons
- Jack Weston: Harvey Greenfield
- Rick Lenz: Igor Sullivan
- Vito Scotti: Señor Arturo Sánchez
- Irene Hervey: Sra. Durant
- Eve Bruce: Georgia
- Irwin Charone: Record Store Manager
- Matthew Saks: Nephew

## Premis i nominacions

### Premis
- 1970: Oscar a la millor actriu secundària per Goldie Hawn
- 1970: Globus d'Or a la millor actriu secundària per Goldie Hawn

### Nominacions
- 1970: Globus d'Or a la millor pel·lícula musical o còmica
- 1970: Globus d'Or a la millor actriu musical o còmica per Ingrid Bergman
- 1970: Globus d'Or a la millor cançó original per Quincy Jones i Cynthia Weil amb "The Time for Love Is Any Time"
- 1971: BAFTA a la millor actriu per Goldie Hawn

## Al voltant de la pel·lícula
- Flor de cactus ha tingut un remake, Just Go with It, pel·lícula de Dennis Dugan estrenada el 2010 amb Adam Sandler i Jennifer Aniston.